# Václav Neumann
Václav Neumann (Praga, 29 de setembre de 1920 - Viena, 2 de setembre de 1995) fou un director d'orquestra, violinista i viola txec, molt prestigiós com a intèrpret dels compositors del seu país, especialment de l'obra de Smetana, Dvořák, Martinů i Miloslav Kabeláč.
Neumann va estudiar al Conservatori de Praga. Va rebre classes de violí de Josef Micka i de direcció orquestral amb Pavel Dědeček i Metod Doležil. Va cofundar el Quartet Smetana, del qual va ser primer violí entre 1945 i 1947, data a partir de la qual va ser substituït per Jiří Novák. Com a director d'orquestra va tenir els seus primers llocs importants a Karlovy Vary i a Brno. El 1956 va ser nomenat director de l'Òpera Còmica de Berlín (Komische Oper Berlin). Va deixar el lloc el 1964, quan va ser nomenat director de l'Orquestra de la Gewandhaus de Leipzig. Va romandre en aquest lloc fins que el 1968 es va convertir en el principal director de l'Orquestra Filharmònica Txeca, on romandria fins a 1990.